# Gabriel-Jacob Günzburg
Gabriel-Jacob Günzburg (1793, Vilna – 2 mai 1853, Simferopol), est un financier et philanthrope lituanien, devenu citoyen d'honneur héréditaire de Russie.

## Biographie
Günzburg s'installa à Kamenetz-Podolsk après son mariage, et il vécut pendant un certain temps Saint-Pétersbourg. Ses affaires étaient réparties entre de nombreuses villes. Il fut également chargé de représenter les intérêts des Rothschild en Russie.
Il appliqua sa philanthropie dans quatre villes, Vilna, Vitebsk, Kamenetz-Podolsk et Simferopol, dans cette dernière, il fit construire un hôpital.
Sur la proposition du ministre russe des finances, le tsar Nicolas Ier de Russie confère à Günzburg le titre de « citoyen d'honneur héréditaire de Russie » le 22 octobre 1848.
Il est le père du baron Joseph de Günzburg.